# Никола Тупанчески
Никола Тупанчески (на македонска литературна норма: Никола Тупанчески) е политик от Северна Македония, министър на правосъдието от 30 август 2020 година.

## Биография
Роден е на 19 декември 1961 година в Охрид, тогава във Федеративна народна република Югославия. В 1986 година завършва Юридическия факултет на Скопския университет, а през 1995 година пак там защитава магистратура. В 2002 година защитава докторска дисертация в Московския държавен университет.
Работи в Юридическия факултет на Скопския университет от 1988 година. Редовен професор е от 2012 година.
На 16 януари 2022 година Тупанчески е избран за министър на правосъдието в правителството на Димитър Ковачевски.